# Штаб повітряних Сил Самооборони Японії

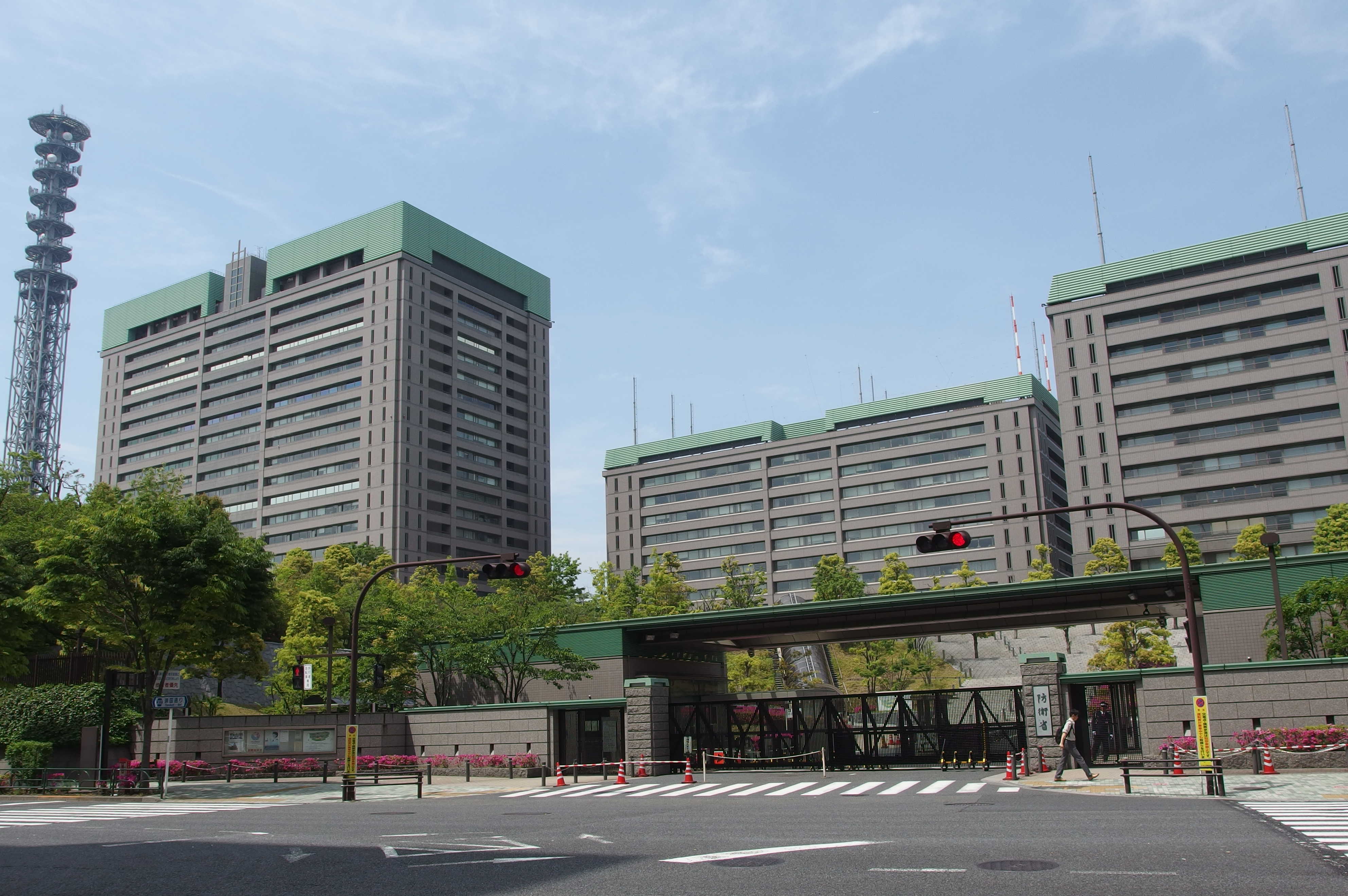
Корпус А (ліворуч) Міністерства оборони, в якому знаходиться Штаб повітряних Сил Самооборони.

Прапор голови штабу.

Штаб повітряних Сил Самооборони　(яп. 航空幕僚監部, こうくうばくりょうかんぶ, коку бакурьо канбу; англ. Air Staff Office, ASO) — генеральний штаб повітряних Сил Самооборони Японії. Особливий орган Міністерства оборони. Скорочена назва — Штаб авіації (яп. 空幕, くうばく, кубаку). 

## Заснування
Створений 1 липня 1954 року для командування сухопутними Сил Самооборони. 

## Законодавчий статус
Організація, структура, права і обов'язки Об'єднаного штабу регулюються Законом Японії про заснування Міністерства оборони. 

## Керівництво
Очолюється Головою штабу повітряних Сил Самооборони (яп. 航空幕僚長, こうくうばくりょうちょう, коку бакурьо-тьо; англ. Chief of Staff, Air Self Defense Force).